# Rio Beaver (Condado de Grey)
 O Beaver River é um rio no Condado de Gray e Simcoe no sul de Ontário, Canadá. Faz parte da Bacia dos Grandes Lagos e é um afluente do Lago Huron. A bacia de drenagem do rio está sob os auspícios da Grey Sauble Conservation.

## Curso
O rio começa em um campo em Clearview, no Condado de Simcoe, e flui para o oeste imediatamente para Gray Highlands, no Condado de Gray. O rio continua a sudoeste, pega o tributário esquerdo Little Beaver River e segue para o Lago Eugenia, na margem da Escarpa de Niagara, na comunidade de Eugenia; o lago foi formado quando o rio foi regulado para controle de fluxo e uma usina hidrelétrica foi construída. Continua sobre as Cataratas Eugenia e pega o tributário esquerdo Boyne River, e vira para o norte, fluindo através do vale do castor até o município de The Blue Mountains. O rio então segue para o norte, passa por duas represas e chega à boca na Baía Nottawasaga, na Baía Georgian, no Lago Huron, na comunidade de Thornbury.

## História Natural
Uma escada de peixe perto de Thornbury permite que os peixes alcancem áreas de desova no rio.

## Lazer
O rio também é uma rota popular de canoa recreativa. O vale do rio Beaver abriga o Beaver Valley Ski Club.

## Tributários
- Grier Creek (à esquerda)
- Mill Creek (à direita)
- Bill's Creek (à esquerda)
- Wodehouse Creek (esquerda)
- Boyne River (Condado de Gray) (à esquerda)
- Black's Creek (à direita)
- Little Beaver River (à esquerda)